# Enhet (Lettland)
Enhet (lettiska: Vienotība, V) är ett liberalkonservativt parti i Lettland, bildat först som en valallians 2010 och sedan som ett politiskt parti den 6 augusti 2011. Dess ledare är Solvita Āboltiņa och premiärminister Laimdota Straujuma tillhör också partiet. Partiet är medlem i Europeiska folkpartiet (EPP) och dess fyra ledamöter av Europaparlamentet sitter i Europeiska folkpartiets grupp (kristdemokrater).
Partiet bildades efter en sammanslagning mellan Ny era och Medborgarunionen med syfte att verka som en motvikt till Harmonicenter.